# Baal Hamon
Ba'al-Hamon (Pan wielości) – miejsce wspomniane w Pieśni nad Pieśniami 8,11, w którym miała znajdować się winnica Salomona, którą miał wynająć za 1000 srebrnych szekli od każdego wynajmującego.
Lokalizacja winnicy jest przedmiotem dyskusji. Prawdopodobnie może być identyfikowane z Baal-gad lub Hammon na ziemiach plemienia Aszera (Joz. 19,28). Inne możliwe identyfikacje to: Telamon w środkowej Palestynie, niedaleko Dotaim. Część komentatorów tarktuje je nie jako rzeczywiste miejsce, ale figurę retoryczną.